# Narooma
Narooma – miejscowość w Australii w stanie Nowa Południowa Walia w odległości 350 km od Sydney. Położona przy drodze Princes Highway w pobliżu parku narodowego Eurobodalla. Z miejscowości organizowane są rejsy na obserwacje humbaków i orek.